# Aikavan
Aikavan (en (ucraïnès): Айкаван) és un poble (un possiólok) de la República Autònoma de Crimea a Ucraïna, que el 2014 tenia 692 habitants. Pertany al districte de Simferòpol.